# Pokazy laserowe

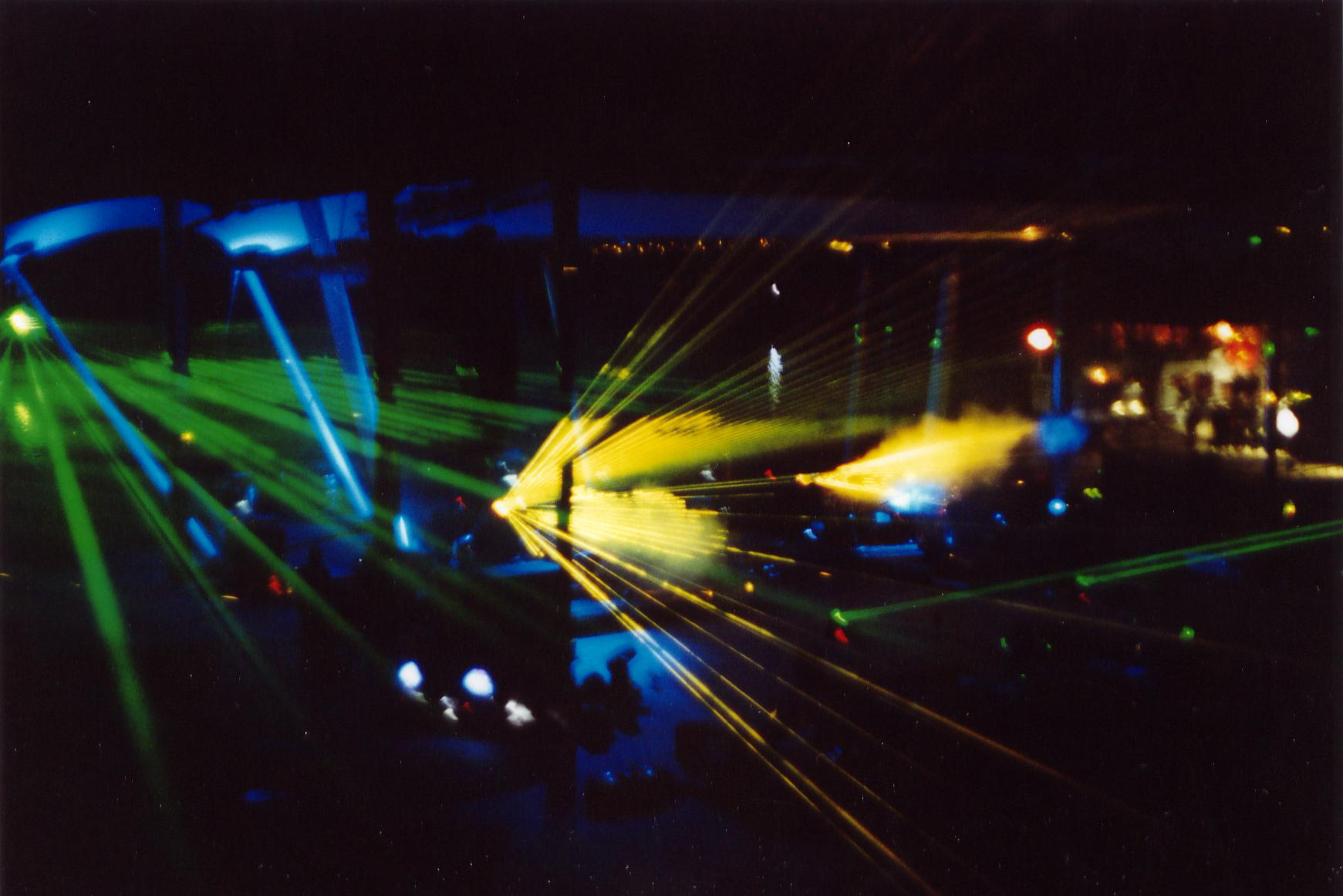
Efekty laserowe

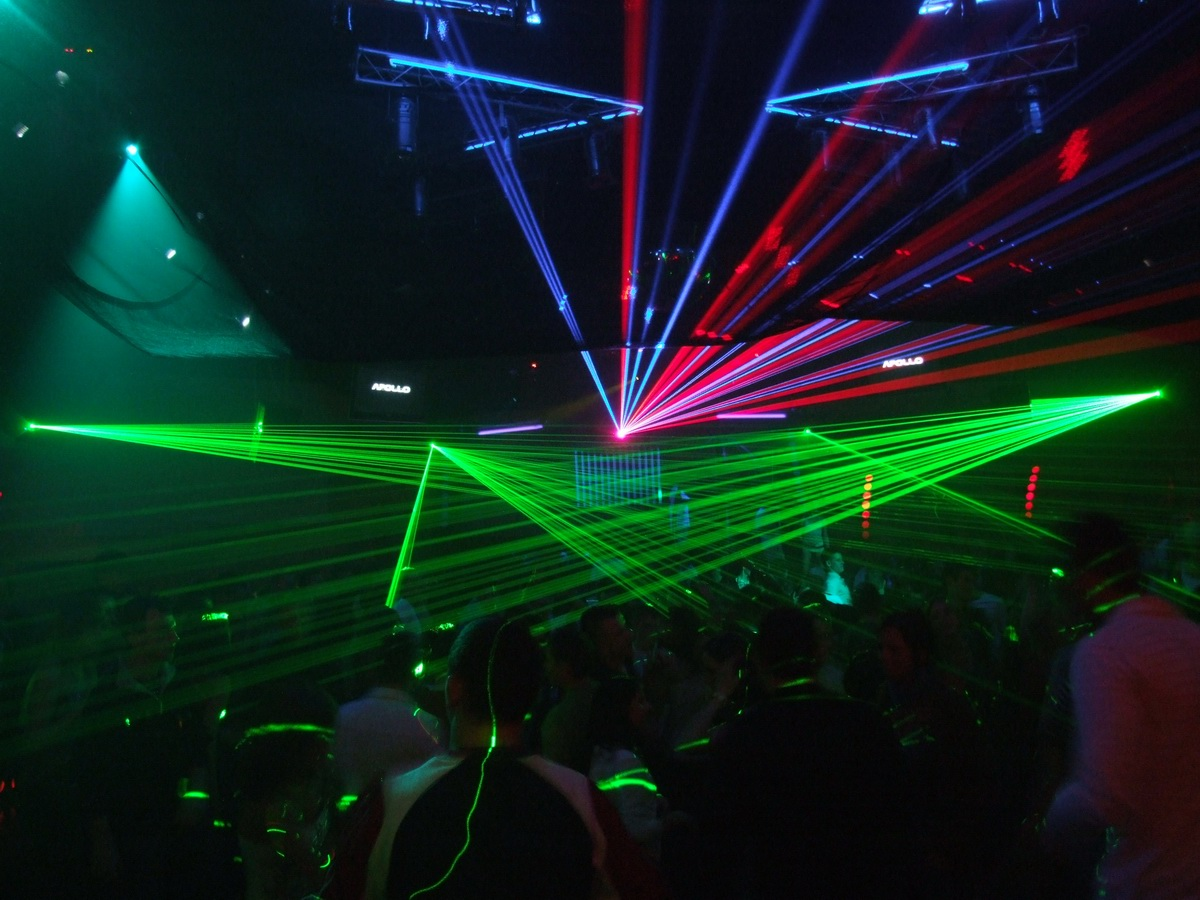
Efekty laserowe

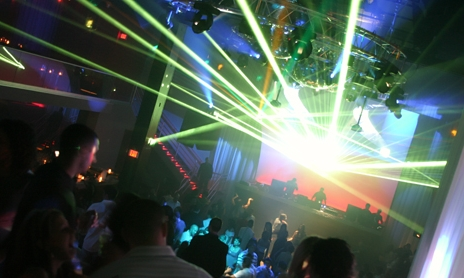
Efekty laserowe

Pokazy laserowe – widowiska artystyczne prowadzone głównie nocą, kiedy to światło lasera jest najlepiej widoczne. 
Spektakl przestrzenny to bardzo efektowna część pokazu. Pozwala widzowi znaleźć się w samym centrum akcji dostarczając niezapomnianych wrażeń. W tej części pokazu, cała przestrzeń miejsca w którym pokaz jest wykonywany wypełnia się niesamowitymi efektami przestrzennymi otaczając widza wręcz namacalnym kolorowym światem.
Pokaz graficzny to element spektaklu, który pozwala na tematyczne nawiązanie do imprezy. Jego treść może być dowolnie modelowana w zależności od wymagań klienta i może zawierać najróżniejsze elementy od prostych statycznych obrazów poprzez animowane logotypy sponsorów na skomplikowanych, trójwymiarowych animacja o dowolnej tematyce. Elementy graficzne pokazu, mogą być wyświetlane na dowolnych obiektach takich jak: ekrany wodne, drzewa, budowle, horyzont sceny. Ich wielkość ograniczona jest praktycznie tylko wielkością obiektu na którym są wyświetlane.. Do pokazów laserowych używa się laserów o mocach od 100 mW (losowe figury, najczęściej w rytm muzyki) do nawet 50 W (duże widowiska plenerowe). 
Wielkim propagatorem pokazów laserowych jest Jean Michel Jarre, który łączy w swoich widowiskach lasery i dźwięk.
Pokazy laserowe często łączy się z pokazami sztucznych ogni oraz muzyką elektroniczną.